# Naoki Urasawa
Naoki Urasawa (浦沢直樹 Urasawa Naoki) és un mangaka nascut el 2 de gener de 1960 a Fuchu, Tòquio (Japó). Va graduar-se en Economia a la Universitat Meisei.
El seu debut en el manga va tenir lloc l'any 1984 amb una obra breu (one-shot) anomenada Beta!. Tres de les seves obres han estat adaptades a una versió animada: Yawara! (Cinturó negre), Master Keaton i Monster. Aquest últim s'ha convertit en un dels animes més famosos al Japó dins el gènere (seinen), i una altra obra seva, 20th Century Boys, ha estat adaptada en una trilogia de pel·lícules live-action, la primera de les quals es va estrenar als cinemes a l'estiu de 2008.
Actualment treballa en l'obra Billy Bat.

## Obres
- Beta!: one-shot amb què va debutar l'any 1984.
- Cinturó Negre (Yawara!) va ser la primera obra oficial d'Urasawa amb la qual va adquirir gran fama. Va publicar-se des de l'any 1986 al 1993 a la revista Big Comic Spirits i consta de 29 volums en total. És una comèdia que narra la història d'una noia jove, neta d'un excampió de judo i també hàbil en aquest esport, que vol esdevenir una noia normal com les altres, però el seu avi vol que sigui una judoka. El manga es va començar a publicar en català l'abril de 2009 a l'editorial Glénat i la seva versió adaptada a l'anime ha estat emesa en català per Televisió de Catalunya i Televisió Valenciana.
- Pineapple ARMY: publicada per la Shogakukan des de l'any 1986 fins al 1988, és una obra composta per 10 volums que gira al voltant de les aventures d'un exmilitar. La història és de Kazuya Kudou: Urasawa només s'ocupava del dibuix.
- Dancing Policeman. Publicat per la Shogakukan l'any 1987. El manga consta d'un sol volum.
- Master Keaton. Immediatament després de Pinneapple ARMY i mentre escrivia Yawara!, Urasawa va començar una de les seves obres més famoses, Master Keaton. Va ser publicat des de l'any 1988 al 1994 a la revista Big Comic Original i consta de 18 volums en total. La història va ser creada per Hokusei Katsushika i Urasawa hi va posar el dibuix. Taichi Keaton és un arqueòleg, meitat anglès, meitat japonès, que es dedica a investigar misteris arreu del món.
- NASA: És una història curta publicada en un sol volum a la Shogakukan l'any 1988. És una història fantàstica sobre un oficinista de mitjana edat que s'entrena cada dia per convertir-se en el primer astronauta japonès.
- Happy!: Després d'acabar Yawara!, Urasawa va començar a escriure aquesta obra, que va publicar-se des de l'any 1993 fins al 1999. L'obra està formada per 23 volums. La trama gira al voltant de Miyuki Umino, estudiant, que viu de forma una mica precària amb dos germans i una germana més petits. Un dia el germà més gran acaba debent 250 milions de iens i Miyuki haurà de plantejar-se deixar els estudis.
- Monster: L'any 1994, després d'acabar de dibuixar Master Keaton, Urasawa va iniciar una obra que es convertiria en la més famosa de les que havia publicat fins al moment. Va acabar-la l'any 2001. Monster (18 volums) narra la història del cirurgià Kenzo Tenma, que salva la vida d'un nen petit que acabarà convertint-se en un "monster", un segon Hitler. La història es desenvolupa a Alemanya. L'adaptació a l'anime ha estat emesa en català per Televisió de Catalunya.
- Jigoro!: És un volum únic publicat l'any 1994 per la Shogakukan que recull quatre històries d'en Jigorō, l'avi de la Yawara (Ginger), en els seus anys de joventut. També inclou una història de samurais i una de beisbol no relacionades amb Yawara!.
- 20th Century Boys (Nijuuseiki Shōnen): L'any 1999, després d'acabar Happy!, Urasawa comença una altra obra que obtindria fama mundial. L'obra consta de 22 volums i va acabar de publicar-se a principis de l'any 2007, encara que la història no va acabar, sinó que Urasawa va començar la seqüela 21st Century Boys, començant de nou la numeració dels capítols des de l'1. Planeta deAgostini és l'editorial encarregada de publicar aquesta obra a Espanya.
- PLUTO: Començada l'any 2003, PLUTO va ser ideada basant-se en una de les sagues Chijou saidai no Robotto (El robot més fort del món) de l'obra Astroboy d'Osamu Tezuka. L'obra consta de 9 volums i a Espanya l'editorial Planeta DeAgostini en té la llicència.
- 21st Century Boys: Seqüela de 20th Century Boys. Consta de dos volums que tenen l'objectiu d'aclarir tots els dubtes sorgits després del final de 20th Century Boys.
- Billy Bat: Va començar-se a publicar l'octubre de l'any 2008.

## Premis
- Premi Shogakukan a l'Arista Novell (1982).
- 35a Edició del Premi Shogakukan al millor manga (per Yawara!) (1990).
- 1a Edició del Premi del Festival Japan Media Arts (per Monster) (1997).
- 3a Edició del Premi Osamu Tezuka (per Monster) (1999)
- 24a Edició del Premi Kodansha al millor manga (per 20th Century Boys) (2001)
- 46a Edició del Premi Shogakukan al millor manga (per Monster) (2001)
- 6a Edició del Premi del Festival Japan Media Arts (per 20th Century Boys) (2002).
- 48a Edició del Premi Shogakukan al millor manga (per 20th Century Boys) (2003)
- 9a Edició del Premi Osamu Tezuka (per Pluto) (2005).